# Jonathan Cecil
Jonathan Hugh Gascoyne-Cecil, bekannt als Jonathan Cecil, (* 22. Februar 1939 in London; † 22. September 2011 ebenda) war ein britischer Schauspieler.

## Leben

### Familie und Ausbildung
Cecil wurde in London als Sohn des britischen Hochschullehrers und Schriftstellers Lord David Cecil geboren. Sein Großvater war der britische Staatsmann James Gascoyne-Cecil, 4. Marquess of Salisbury (1861–1947). Sein anderer Großvater war der britische Literaturkritiker und Theaterkritiker Desmond MacCarthy (1877–1952).
Cecil wuchs in Oxford auf, wo sein Vater eine Goldsmiths’ Professur für Englische Sprache innehatte. Cecil besuchte das Eton College, wo er bereits kleine Rollen bei Schultheateraufführungen spielte. Er studierte Moderne Sprachen am New College der University of Oxford, mit Schwerpunkt Französisch. Dort schloss er mit einem Bachelor of Arts in Französisch ab. An der Universität Oxford war er Mitglied der Oxford University Dramatic Society. Zu seinen Schauspielkollegen dort gehörten unter anderem Dudley Moore und Alan Bennett. Schon in dieser Zeit spielte er meist komische Rollen, wie beispielsweise 1959 einen liebestollen Troubadour in dem Theaterstück Bartholomew Fayre: A Comedy von Ben Jonson; meistens spielte er komische Dienerrollen. Er wirkte auch in Aufführungen von Coriolan und Die Vögel mit.
Er absolvierte nach seinem Universitätsabschluss eine zweijährige Schauspielausbildung an der London Academy of Music and Dramatic Art, wo er gemeinsam in einer Klasse mit Michael MacOwan und Vivian Matalon Unterricht hatte; gleichzeitig studierten dort auch Ian McKellen und Derek Jacobi.

### Theater
Als Theaterschauspieler trat Cecil zunächst bei verschiedenen Theaterkompagnien (Repertory Theatre Companies) auf, unter anderem in Northampton, Dundee, Hornchurch, Salisbury und Lincoln. Er spielte achtzehn Monate am Salisbury Repertory Theatre; dort trat er unter anderem als Dauphin in Die heilige Johanna, als Disraeli in Portrait of a Queen von William Francis, als Trinculo in Der Sturm und in mehreren weiteren Shakespeare-Rollen auf. 1961 trat er in Dundee mit dem Dundee Repertory Theatre in dem Theaterstück Luther von John Osborne auf; die Uraufführung des Theaterstücks war im Rahmen des Edinburgh Festivals.
1965 gab er sein Londoner Theaterdebüt im West End am Phoenix Theatre in einer von Julian Mitchell (* 1935) adaptierten Bühnenfassung des Romans A Heritage and Its History von Ivy Compton-Burnett. 1967 spielte er, mit Robert Morley als Partner, am Queen’s Theatre die Rolle des aufrichtigen Pfadfinders Basil Utterwood in dem Theaterstück Halb auf dem Baum (Originaltitel: Halfway up the Tree) von Peter Ustinov; Regie führte Sir John Gielgud.
Es folgten weitere Theaterproduktionen, darunter zahlreiche West-End-Produktionen: The Ruling Class von Peter Barnes (1969, Piccadilly Theatre), Lulu von Frank Wedekind (1970/1971, Apollo Theatre), die Revue Cowardy Custard (1972, Mermaid Theatre), eine Kompilation von Songs von Noël Coward, The Bed Before Yesterday von Ben Travers (1975, Lyric Theatre London), Onkel Wanja (1987/1988, Vaudeville Theatre, als Telegin), Der Damenschneider von Georges Feydeau (1990, Theatre Royal London), Was ihr wollt (1992, als Junker Andreas Bleichenwang), Der Widerspenstigen Zähmung (1993, West Yorkshire Playhouse, als Gremio), Die Möwe (1995, Theatre Royal London, als Sorin), The Importance of Being Earnest (1995, als Reverend Chasuble), Wie es euch gefällt (1998, Globe Theatre, als Monsieur le Beau/Corinnus/Sir Oliver Martext) und Othello (2004, Devonshire Park, Eastbourne, als Roderigo).
Seine Lieblingsrolle auf der Bühne war der Junker Andreas Bleichenwang, den er im Verlauf seiner Karriere in vier verschiedenen Produktionen spielte. Immer wieder (1994–1996, 2000, 2001) trat er in dem Ein-Personen-Stück The Incomparable Max auf, über den britischen Essayisten und Parodisten Max Beerbohm.

### Film und Fernsehen
Im Film und Fernsehen verkörperte Cecil ebenfalls meist komische Rollen; insbesondere Vertreter der britischen Upper Class, komische Aristokraten und Geistliche gehörten zu seinem Rollentypus.
Im Fernsehen war er erstmals 1964 zu sehen. Die britische Fernsehregisseurin und BBC-Produzentin Naomi Capon hatte Cecil als Theaterschauspieler gesehen und besetzte Cecil in der Rolle eines jungen Studenten in dem Fernseh-Theaterstück Maggie; Cecils Partnerin war Vanessa Redgrave. In dem Fernsehfilm Diary of a Nobody (1964), einer Literaturverfilmung des gleichnamigen Romans von George Grossmith, spielte Cecil, unter der Regie von Ken Russell, der den Film im Stil eines Stummfilms inszenierte, die Rolle des Mr. Cummings; er verkörperte einen Freund der männlichen Hauptfigur Mr. Charles Pooter. 1981 übernahm er die Rolle von Bertie Wooster, Hauptfigur und Erzähler der Geschichten von P. G. Wodehouse, in dem Fernsehfilm Thank You, P.G. Wodehouse.
In mehreren Agatha-Christie-Verfilmungen spielte er für das Fernsehen neben Peter Ustinov als Hercule Poirot dessen Assistenten Captain Arthur Hastings, so in Mord à la carte (1985), Mord mit verteilten Rollen (1986) und Tödliche Parties (1986). 2009 war er in der Krimiserie Inspector Barnaby zu sehen. In der Folge The Glitch verkörperte er den Dorfbewohner Mr. Melville Dodgson.
Cecil übernahm Episodenrollen und Gastrollen in verschiedenen britischen Fernsehserien, unter anderem in Doctor in the House (1969), Dad’s Army (1973, als militärischer Hundetrainer und Schuldirektor), Romany Jones (1974–1975, als Jeremy Crichton-Jones, der mit seiner Ehefrau auf einem Campingplatz lebt), It Ain't Half Hot Mum (1977), Murder Most Horrid (1994) und One Foot in the Grave (2000). Eine durchgehende Serienhauptrolle hatte er als Mr. Herbert in der Sitcom Oh Happy Band! (1980).
Cecil wirkte auch in zahlreichen Kinofilmen mit: als Biggs in dem Horrorfilm Nur Vampire küssen blutig (1971), als Offizier Lieutenant Jonathan Fakenham in Barry Lyndon (1975), als Geck und Stutzer in Die Abenteuer des Joseph Andrews (1977), als „Popping Jay“ in Mel Brooks – Die verrückte Geschichte der Welt (1981) und als Homosexueller Ricotin in Fellinis Schiff der Träume (1983).

### Sprechertätigkeiten
Für die BBC wirkte Cecil in mehreren Hörspielserien mit, so in Per Anhalter durch die Galaxis und in The Brightonomicon nach dem Roman von Robert Rankin. In der Radio-Sitcom All Gas and Gaiters übernahm er in der 2. Staffel (1972) von Derek Nimmo die Rolle von Reverend Mervyn Noote, des Hauskaplans des Bischofs, als Nimmo anderweitige Verpflichtungen als Schauspieler hatte.
Er nahm außerdem über 40 Hörbücher mit Romanen und Erzählungen von P. G. Wodehouse auf.

## Privates
Cecil war zweimal verheiratet. 1963 heiratete er seine erste Ehefrau, die Schauspielerin Vivien Heilbron, die er an der London Academy of Dramatic Art kennengelernt hatte. 1972 lernte er während seiner Theaterarbeit an der Revue Cowardy Custard (1972) seine zweite Ehefrau, die Schauspielerin und Sängerin Anna Sharkey, kennen, die er 1976 heiratete. Mit ihr war er bis zu seinem Tode verheiratet. Cecil starb im Alter von 72 Jahren im Charing Cross Hospital in London an einer Lungenentzündung. Cecil litt an einem Lungenemphysem.

## Filmografie (Auswahl)
- 1964: First Night (Fernsehserie, Episode Maggy)
- 1964: Diary of a Nobody (Fernsehfilm)
- 1964: Der gelbe Rolls-Royce (The Yellow Rolls-Royce)
- 1968: Ein Pechvogel namens Otley (Otley)
- 1969: Doctor in the House (Fernsehserie, eine Folge)
- 1971: Nur Vampire küssen blutig (Lust for a Vampire)
- 1972: Kommandosache 'Nackter Po' (Up the Front)
- 1973: Dad’s Army (Fernsehserie, eine Folge)
- 1974–1975: Romany Jones (Fernsehserie)
- 1975: Barry Lyndon
- 1977: Die Abenteuer des Joseph Andrews (Joseph Andrews)
- 1980: Oh Happy Band (Fernsehserie)
- 1981: Mel Brooks – Die verrückte Geschichte der Welt (History of the World: Part I)
- 1981: Thank You, P. G. Wodehouse (Fernsehfilm)
- 1983: Fellinis Schiff der Träume (E la nave va)
- 1985: Mord à la Carte (Agatha Christie’s Thirteen at dinner)
- 1986: Mord mit verteilten Rollen (Dead Man’s Folly)
- 1986: Tödliche Parties (Murder in Three Acts)
- 1987: Der zweite Sieg (The Second Victory)
- 1988: Klein Dorrit (Little Dorrit)
- 1989: The Child Eater (Kurzfilm)
- 1992: Eine pikante Affäre (Cin-Cin)
- 1992: As You Like It
- 1994: Murder Most Horrid (Fernsehserie, eine Folge)
- 2000: One Foot in the Grave (Fernsehserie, eine Folge)
- 2001: Victoria & Albert
- 2004: Fakers
- 2009: Inspector Barnaby (Midsomer Muders, Fernsehserie, eine Folge)
- 2010: Man and Dog